# سیارک ۱۸۹۵
سیارک ۱۸۹۵ (به انگلیسی: 1895 Larink، نامگذاری:1971UZ) هزار و هشتصد و نود و پنجمین سیارک کشف شده‌است که در ۲۶ اکتبر ۱۹۷۱ کشف شد.
قدر مطلق سیارک برابر ۱۱٫۸۰ است.